# مارجوري باترسون
مارجوري باترسون (بالإنجليزية: Marjorie Patterson)‏ (13 مايو 1891 - 11 مارس 1948)؛ ممثلة وروائية أمريكية.

## روابط خارجية
- مارجوري باترسون على موقع قاعدة بيانات برودواي على الإنترنت (الإنجليزية)